# Alena Kupčíková
Alena Kupčíková (* 22. října 1976 Šumperk) je česká malířka, sochařka, konceptualistka.

## Život
V letech 1993 až 1995 studovala na Střední průmyslové škole keramické v Bechyni, poté do roku 1997 na Výtvarné škole Václava Hollara v Praze. V letech 1997 až 2010 studovala na Akademii výtvarných umění v Praze zpočátku u profesora Aleše Veselého v ateliéru monumentální tvorby, a od roku 2004 u profesora Milana Knížáka. Studium ukončila obhajobou a udělením titulu Ph.D. za projekt „Slabikář a Hra/Testy pro prevenci a možné odhalení počátečních problému se psaním a čtením pro děti od 4 let (dyslexie, dysgrafie)“. Studovala také na Technikon Natal (JAR, 2000) a École nationale supérieure des beaux-arts (Francie, 2003).
Je členkou výtvarné skupiny FEMLINK, (1 žena, 1 video, 1 země), založené v Paříži v roce 2006.
Alena Kupčíková založila neziskovou organizaci Umění a věda na podporu dyslektickým dětem a vyhlásila 9. září Dnem dyslexie (poprvé 2010 v Národní galerii v Praze).

## Dílo
Jejím nejznámějším dílem je vytvoření ojedinělé techniky „Chlupatý reliéf“. Někdo by to mohl nazvat koláží chloupků z ženského intimního ohanbí, otevřela tímto tématem velké tabu mezi širokou veřejnosti nejen na území České republiky. Poprvé toto dílo ukázala na výstavě Mladý maso v roce 2002.
Ženské akty s erotickým nádechem doplnila o video s komentáři „dárkyň“ i komentářem vlastním. Projekt se nadále rozvíjel, prvotním zájmem již nebyl o dárkyni ochlupení, ale stala se jím prezentace ženského těla v intimních momentech. Projekt předkládá další jejich interpretace, zdokonaluje techniku. Chlupatice, jak jim autorka říká, jsou nerozlišitelné od kresby tužkou.
Od roku 2009 vytváří svá díla i z jiných chloupků, chlupů. Dále se na Chlupaticích objevují i jiné chloupky např. mužské, i zvířecí chlupy. Například golfový anděl se zaječími chlupy (tento králík žil na golfu). Alena i nadále pokračuje ve své provokativní tvorbě, kterou inovovala o techniku malby na plátno jediným ženským chloupkem, který je pak jako relikvie instalován u každého obrazu. Chloupky z ohanbí dále rozvíjí – ozlacené a ostříbřené galvanikou, také studuje pozlacování a chloupky stříbří a zlatí ručně, celé pak dílo osází brilianty. V roce 2013 zahajuje nový projekt a to vytvoření nové České epopeje, DARUJTE SVÉ OCHLUPENÍ z ohanbí, historický a biologický záznam českého národa. Jinou její novinkou jsou obrazy ženských těl sestavené z broušených křišťálových kamenů značky Preciosa, spolu s používáním krajek, brokátu, jež jsou zalité ručně do Aralditu.
Pro autorku s dyslexií má velký význam samotné ilustrování slov. Práce se slovy souvisí i s jejím doktorandským projektem, interaktivní multimediální Hry a Slabikáře pro možné odhalení a prevenci počátečních problémů se čtením a psaním pro děti od 4 let. Řadu let se zabývá také záznamy partitur různých zvuků a pocitů. Vytvořila hudbu pohybu slunce, zobrazila zvuk celého lesa i jednotlivých stromů, hudba očí, do partitury zaznamenala pohyb lidí s použitím GPS technologie atd. Nový projekt, zabývající se opět transformací jevu do obrazu a zvuku nazvala Orchestrální pohled na bytí lidských stop. Cesty, silnice z asfaltu či kamenů, jsou místa, díky kterým se můžeme přemístit kamkoliv, kde nás něco čeká.
Zaujaly ji cesty v různých místech zeměkoule, systematicky zaznamenala jejich povrchy se stopami lidské činnosti. Zvolenými výtvarnými technikami zprostředkovává tyto záznamy stop lidské činnosti, snaží se o jejich zviditelnění a převod jejich komunikace do našeho jazyka. Pomocí kódu, obrazu a zvuku je transformuje do vizuálních a akustických obrazů.

### Díla z vlastních výtvarných technik
- 2012 Chlupatice ozlacené a ostříbřené, osázené diamanty (chloupky z ohanbí – ženské, mužské a zvířecí chlupy)
- 2012 Kapky deště malba jedním chloupkem na hedvábí (zalité do Transluxu, osázené českým křišťálem Preciosa® Genuine)
- 2010 malba jedním chloupkem (chloupky z ohanbí – ženské, mužské a zvířecí chlupy)
- 2010 Křišťálové ženy (český křišťál Preciosa® Genuine, ručně zalité Aralditem)
- 2000 Chlupatice (chloupky z ohanbí ženské, mužské a zvířecí chlupy)

### Multimediální projekty
- 2012 Multimediální hra Jakub Schikaneder pro Národní galerii v Praze
- 2010 Multimediální a interaktivní Testy a Slabikář k možnému odhalení a prevenci počátečních problémů pří čtení a psaní pro děti od 4 let
- Video animace vystavující v rámci výtvarné skupiny FEMLINK 
  - 2012/2013 TÉMA FEMLINK Agrese, Už je toho dost
  - 2010/2012 TÉMA FEMLINK Zázrak, Orchestrální cesty
  - 2009 TÉMA FEMLINK Samec, Muž
  - 2008 TÉMA FEMLINK Zaujetí, Mé srdce

### Sochařské projekty
- 2013 projekt Preciosa 3D (český křišťál Preciosa® Genuine, epoxid, 24 karátové zlato, ryzí stříbro)
- 2013 Nové české královské klenoty (český křišťál Preciosa® Genuine, epoxid, 24 karátové zlato, ryzí stříbro)
- 2010 Orchestrální cesty (český křišťál Preciosa® Genuine, Araldit)
- 2008 Cor populi interaktivní socha pro záznamy návštěvníků (umělý pískovec)

### Konceptuální projekty
- 2010–dosud Orchestrální cesty (partitura, transformace přes matematický systém do objektu a zvuku)
- 2000/2007 Tanec slunce (partitura, transformace matematický přes systém do obrazu a zvuku)
- 2000/2001 Hudba očí (partitura, transformace přes matematický systém do obrazu a zvuku)
- 1997 Hudba stromu,lesa (partitura, transformace přes matematický systém do obrazu a zvuku)

## Ocenění
- 2003 Mezinárodní cena – LVMH – Moët Hennessy Louis Vuitton, Paříž
- 2014 Zlatá medaile, Mezinárodní veletrh vynálezů Khun-Šan, Čína (za multimediální projekt pro děti s dyslexií)

## Zastoupení ve sbírkách
- Národní galerie v Praze,
- soukromé sbírky v České republice, Německu, Holandsku, Japonsku a v USA.

## Výstavy (výběr)

### Autorské
- 2013 5s_gallery, Pro dva (projekt – Chlupatice (různé styly), Malba jedním chloupkem, Křišťálové ženy, Kapky deště, Orchestrální cesty, projekt Preciosa 3D, Královské klenoty, Tlustá makrela), Praha
- 2013 Egon Schiele Art Centrum, Rub a líc (projekt – Chlupatice, Projekt – Slabikář a Testy pro prevenci a možné odhalení dyslexie, dysgrafie), Český Krumlov
- 2012 Galerie výstavní síň Chrudim (v divadle Karla Pippicha), Cenzurované umění (projekt – Chlupatice, malba chloupkem, společně se sochaři M. Korečkovou a J. Macko), Chrudim
- 2012 Muzeum T.G. Masaryk Rakovník, Slyším jak to vidím (projekt – Hudba očí, Hudba stromu, Tanec slunce, Hudba města, Testy a Slabikář DYS, Chlupatice)
- 2012 5s_gallery, Jsem žena, jsem anděl (projekt – Chlupatice, Malba jedním chloupkem, Křišťálové ženy), Praha
- 2011 Galerie Vltavín, Cenzurované umění (projekt – Chlupatice, Malba jedním chloupkem, Křišťálové ženy, Orchestrální cesty), společně se sochaři Markétou Korečkovou a Ján Macko, Praha
- 2010 Galerie moderního umění, workshop (projekt – Slabikář a Testy pro prevenci a možné odhalení dyslexie, dysgrafie), Roudnici nad Labem
- 2010 Národní galerie v Praze, Veletržní palác, Den Dyslexie - výstava DYS (projekt – Slabikář a Testy pro prevenci a možné odhalení dyslexie, dysgrafie), Praha
- 2010 Akademie výtvarných umění, Prezentace Ph. D. (projekt – Slabikář a Testy pro prevenci a možné odhalení dyslexie, dysgrafie), Praha
- 2007 České muzeum výtvarných umění, Chlupatice v tanci slunce (projekt – Mobilní galerie, Chlupatice, Tanec slunce), Praha
- 2002 – 2003 Divadlo komedie – součást představení Vagína monology (projekt – Chlupatice), Praha
- 1999 Klášter, Kresby (projekt – Kresby), Uničov
- 1997 Muzeum Rýmařov, Konceptuální projekty (projekt – Prezentace projektů, s keramikou, D. Mathonové), Rýmařov
- 1996 Muzeum Mohelnice, Člověk a hmyz (projekt – Obrazy, s keramikou, D. Mathonové), Mohelnice
- 1996 Zámek Velké Losiny Obrazy na básně(projekt – Obrazy na básně), Velké Losiny
- 1993 Kulturní dům, Obrazy na básně(projekt – Obrazy na básně), Bechyně

### Kolektivní
- 2013 ESAV škola SUP – Audiovizuálních, Traverse video, Vyjádření videoartu (projekt – Muž, Femlink), Toulouse Francie
- 2013 Centrum současného umění (projekt – Moje srdce, muž, Femlink), Riga Lotyšsko
- 2013 Essex Art Center (projekt – Moje srdce, Muž, Femlink), Lawrence MA USA
- 2013 Centrum současného umění, Ujazdowski Castle – KINO-LAB (projekt – moje srdce, muž, Femlink), Varšava Polsko
- 2013 Camaguey City, FICC (projekt – muž), Kuba
- 2012 – 2013 Golf yard resort, Výstava ozvěny Smalt art (projekt – malba smalty), Předboj
- 2012 Národní galerie v Praze, Veletržní palác, Dar dyslexie - 3D DYS, (projekt – Orchestrální cesty, Křišťálové ženy), kurátorský projekt, Praha
- 2012 5s_gallery, Malé formáty (projekt – Chlupatice), Praha
- 2012 Kulturní centrum Casa Talavera, Femlink (projekt – Moje srdce, Femlink), Mexiko
- 2012 Centrum současného umění galerie Afterro (projekt – Moje srdce, Muž, Femlink), Newrak NJ USA
- 2012 Atény, Booze Cooperativa (projekt – Muž, Femlink), Řecko
- 2012 Galerie Laboratorio A/B ArteBinaria Entrada libre, Výběr videoartu Femlink (projekt – My Heart, Man, Femlink), Mexiko
- 2012 Photo galerie, Kolektiva (projekt – Moje srdce, Muž, Femlink), Ljublana Slovinsko
- 2012 Galerie Artpro, Species Periclitata (Ohrožený druh, projekt – Chlupatice, malba jedním chloupkem, Křištálové ženy), Praha
- 2011 České centrum, Zrcadlení – Současný český autoportrét (projekt – Chlupatice), Budapešť Maďarsko
- 2011 Národní galerie v Praze, Veletržní palác, II. Den Dyslexie – výstava DYS (projekt – Slabikář a Testy pro prevenci a možné odhalení dyslexie, dysgrafie, Chlupatice, Křišťálové ženy)
- 2011 Galerie Peron, Female Hysteria (projekt – Chlupatice, Křišťálové ženy, Orchestrální pohled na bytí lidských stopy), Praha
- 2011 Kino Udarnik (projekt – Moje srdce, Femlink), Maribor Slovinsko
- 2011 Kino Udarnik (projekt – Muž, Femlink), Maribor Slovinsko
- 2011 XVA Gallery – Bastakiya, (projekt – Muž, Femlink), Dubaj Spojené arabské emiráty
- 2011 Espace 60, (projekt – Muž, Femlink), Annecy Francie
- 2011 Hilton Hotel, WCA Confab (projekt – Muž, Femlink), New York USA
- 2010 PAF- Přehlídka animovaného filmu (Projekt – Slabikář a Testy pro prevenci a možné odhalení dyslexie, dysgrafie), Olomouc
- 2010 Shams Centrum, (projekt – Muž, Femlink), Bejrút Libanon
- 2010 Museum of Occupations (projekt – Muž, Moje srdce, Femlink), Tallinn Estonsko
- 2010 Project Room de Arte Actual (projekt – Muž, Moje srdce, Femlink) FLACSO, Quito Ekvádor
- 2010 Loop (projekt – video Muž), Barcelona Španělsko
- 2010 The Frontground Gallery (projekt – Muž), Mérida Mexiko
- 2010 Galerie Beseda, Female Hysteria (projekt – ilustrovaná poezie), Ostrava
- 2010 Cenzurované umění, Vzlet divadlo (projekt – Chlupatice, ilustrovaná poezie, slova), Praha
- 2009 TEPAK (projekt – video Muž, Femlink), Limasso Kypr
- 2009 ARTos Foundation, (projekt – video Muž, Femlink), Nicos Kypr
- 2009 Film Institute (projekt – video Moje srdce, Femlink), Manila Filipíny
- 2009 Mánes Diamant, Female Hysteria (projekt – ilustrovaná poezie, slova), Praha
- 2009 GIV, Québec (projekt – video Moje srdce, Femlink), Montreal Kanada
- 2009 21th Instants Video Festival, (projekt – Moje srdce, www.instantsvideo.com), Marseille Francie
- 2009 in Loop (projekt – Moje srdce, Femlink), Melbourne Austrálie
- 2009 Multikulturní centrum, The International FilmFest (projekt – Moje srdce Femlink), Budapešť Maďarsko
- 2009 Foundation Al Qattan and the Franco-German Cultural CenterVideo Festival (projekt – Moje srdce, Femlink), Izrael (Palestina)
- 2009 Bandits-Mages (projekt – My heart, Femlink, www.instantsvideo.com), Bourges Francie
- 2009 Boston’s CyberArts Festival at Leslie University (projekt – My heart, Femlink), Boston USA
- 2008 – 2009 Sculpture Forum Winter (projekt – Cor Populi), Liberec
- 2008 – 2009 Galerie moderního umění, Autoportrét v českém umění 20. a 21. století (projekt – autoportrét – Chlupatice), Hradec Králové
- 2008 České centrum, Co to znamená..? (projekt – PinUP, Christmas – Chlupatice), Řím Itálie
- 2008 Alšova Jihočeská galerie, Portrét (projekt – autoportrét Chlupatice), Hluboká nad Vltavou
- 2008 21th Instants Video Festival (projekt – Moje srdce, www.instantsvideo.com), Marseille Francie
- 2008 Bienále současného umění (projekt – Moje srdce, Femlink), Nîmes Francie
- 2008 Loop Festival (projekt – Moje srdce, Femlink), Barcelona Španělsko
- 2008 Národní galerie v Praze, Veletržní palác, ITCA Trienále současného výtvarného umění (projekt – Cor populi), Praha
- 2008 Krajská galerie výtvarného umění, Trienále V. Nový Zlínský salon (projekt – Moje srdce), Zlín
- 2006 Dům umění, absolventi A. Veselého (projekt – Hudba stromu, Hudba očí), Opava
- 2005 Krajská galerie výtvarného umění, Salon Mladých (projekt – Mobilní galerie, Chlupatice), Zlín
- 2004 Moravská galerie, PF 2005 (projekt – Pour Feliciter 2005), Brno
- 2004 Kunstforum Ostdeutsche Galerie, HfBK Dresden AVU Praha (projekt – Mobilní galerie, Chlupatice), Regensburg Německo
- 2004 Alšova Jihočeská galerie, atelier Aleše Veselého (projekt – Mobilní galerie, Chlupatice), České Budějovice
- 2004 Moravská galerie, Vůně levhartí kůže (projekt – Chlupatice), Brno
- 2003 Národní galerie, Veletržní palác, I. Pražské bienále – Nejmladší (projekt – Chlupatice), Praha
- 2003 Národní galerie, Veletržní palác, Diplomanti AVU (projekt – Mobilní galerie, Chlupatice), Praha
- 2002 Galerie hl. města Prahy, Dům U zlatého prstenu, Mladý maso (projekt – Chlupatice, Hudba města, Hudba stromu), Praha
- 2001 Galerie NOD Roxy, Version (projekt – Hudba města, Hudba stromu), Praha
- 2000 Galerie NOD Roxy, Šuliny si šeptají – Hermeneutika (projekt – Hudba očí), Praha
- 2000 Centrum pro současné umění (projekt – Tanec slunce), Praha
- 1998 Gallery NOD Roxy, UVA (projekt – Tanec slunce), Praha
- 1998 Muzeum Nica, Trienale (projekt – Hvězdná centra), Nica Polsko
- 1998 Centrum pro současné umění (projekt – Hvězdná centra), Praha
- 1998 Muzeum Šumperk, Trienale (projekt – Hvězdná centra), Šumperk
- 1995 Centrum Cesta, Lhaní (projekt – obrazy na básně), Tábor

### Granty a stipendia
- 2000 Nadace „Nadání Josefa, Marie a Zdeňky Hlávkových“ – cestovní stipendium
- 2003 LVMH – Louis Vuitton – Moët Hennessey – studijní stipendium

### Pro projekt Ph.D.
- 2005 Nadace „Nadání Josefa, Marie a Zdeňky Hlávkových“,Nadace Via
- 2007 Ministerstvo kultury České republiky, Nadace Tomáše Bati